# Gymnophthalmus lineatus
Espèce
Synonymes
- Lacerta lineata Linnaeus, 1758
- Lacerta quadrilineata Linnaeus, 1766
- Gymnophthalmus nitidus Reinhardt & Lütken, 1863
- Gymnophthalmus merremi Boulenger, 1885

Statut de conservation UICN

 LC  : Préoccupation mineure
Gymnophthalmus lineatus est une espèce de sauriens de la famille des Gymnophthalmidae.

## Répartition
Cette espèce se rencontre à Curaçao, à Bonaire et au Suriname.

## Étymologie
Le nom spécifique lineatus vient du latin lineatus, rayé, en référence à l'aspect de ce saurien.

## Publication originale
- Linnaeus, 1758 : Systema naturae per regna tria naturae, secundum classes, ordines, genera, species, cum characteribus, differentiis, synonymis, locis, ed. 10 (texte intégral).